# The Ghost of St. Michael's
Pour plus de détails, voir Fiche technique et Distribution.
The Ghost of St. Michael's est un film britannique réalisé par Marcel Varnel, sorti en 1941.

## Synopsis
William Lamb , un professeur de sciences, est engagé par un collège récemment transféré, en raison de la Seconde Guerre mondiale, au château éloigné de Dunbain, sur l'île de Skye, en Écosse. Lamb s'installe dans son nouvel environnement et se familiarise avec les différentes traditions et légendes écossaises locales et noue une amitié avec un de ses collègues, Hilary Teasdale.
Cependant, peu après son arrivée, une ancienne malédiction semble réapparaître au château de Dunbain. Le son des cornemuses signale la mort d'un membre du personnel. Deux meurent et Lamb est d'abord considéré comme suspect. Avec son ami qui vient d'être nommé directeur, en remplacement d'une des victimes et donc prochaine victime potentielle, Lamb doit résoudre le mystère des meurtres mystérieux avec l'aide de Percy Thorne, un écolier malicieux. Un réseau d'espions nazis se révèle être derrière les meurtres, et est démasqué par un agent britannique caché parmi le personnel.

## Fiche technique
- Titre original : The Ghost of St. Michael's
- Réalisation : Marcel Varnel
- Scénario : Angus MacPhail, John Dighton
- Direction artistique : Wilfred Shingleton
- Montage : Edward B. Jarvis
- Production : Michael Balcon
- Production associée : Basil Dearden
- Société de production : Ealing Studios
- Société de distribution : Associated British Film Distributors
- Pays de production :  Royaume-Uni
- Langue originale : anglais
- Format : Noir et blanc  — 35 mm — 1,37:1 — son mono
- Genre : Comédie
- Durée : 82 minutes
- Dates de sortie : 
  - Royaume-Uni : 4 février 1941

## Distribution
- Will Hay : Will Lamb
- Claude Hulbert : Hilary Tisdaile
- Felix Aylmer : Winter
- Raymond Huntley : Humphries
- Roddy Hughes : Amberley
- Manning Whiley : Stock
- Charles Mortimer : Sir Ambrose
- Charles Hawtrey : Percy Thorne